# Tajna germanskovo posol'stva
Tajna germanskovo posol'stva (Тайна германского посольства) è un film del 1914 diretto da Evgenij Bauėr.